# Николаи, Вальтер
Вальтер Никола́и (нем. Walter Nicolai; 1873—1947) — немецкий военный деятель, полковник германского Генерального штаба, руководитель немецкой военной разведки в годы Первой мировой войны.

## Биография
Родился в Брауншвейге в семье капитана прусской армии и дочери крестьянина. В 1893 году поступил в кадетский корпус в качестве кандидата в офицеры. Его военная карьера началась во 2-м Кургесском пехотном полку № 82. С 1901 по 1904 год он учился в Военной академии Генерального штаба в Берлине. Незадолго до завершения обучения ему также поручили выучить русский язык, так как он должен был отправиться в командировку для изучения опыта русско-японской войны. Когда это не удалось, он был направлен командиром роты в 3-й Тюрингенский пехотный полк № 71 в Эрфурте. Он свободно говорил по-русски, а также по-английски, по-французски и по-японски. Николаи описывали как ультраконсервативного, преданного кайзеру, аполитичного офицера, который тем не менее представлял политизированный офицерский корпус империи.
Когда весной 1906 года Николаи произвели в капитаны, уже было ясно, что его направят в Восточную Пруссию. Так как ему была уготована карьера в военной разведке Генерального штаба, перед тем как занять свой пост в Кенигсберге, в 1905 году он целенаправленно предпринял поездку по России, чтобы ознакомиться с местными особенностями и настроениями русских. По возвращении летом 1906 года он занял должность офицера разведки (НО) I армейского корпуса. Его задачей было раскрытие и пресечение шпионажа русских вдоль границы с Восточной Пруссией и создание для этого необходимой структуры. Николаи превратил кенигсбергский разведывательный пункт в региональный координационный штаб по сбору разведданных и контрразведке против России. Тем временем в Генеральном штабе в Берлине выросло осознание необходимости усиления противодействия все более активной деятельности французских и русских разведывательных служб. В 1913 году по инициативе Эриха Людендорфа годовой бюджет на разведку был увеличен с 300 тыс. до 450 тыс. марок.
В 1912 году Николаи вернулся в Берлин, незадолго до этого совершив ознакомительную поездку по Франции. В марте 1913 года он был назначен начальником отдела III b Генерального штаба. Изначально предполагалось, что в этой должности он пробудет два года. Однако события развивались иначе. Действия военной разведки были направлены в первую очередь против шпионской деятельности со стороны вероятных противников Германии, то есть Франции и России. Незадолго до начала Первой мировой войны к ним добавились Англия, а по мере их вступления в войну – Италия и США. Только за несколько предвоенных лет число арестованных и число осужденных немецкими судами за шпионаж увеличилось более чем на 250 %. Из них 74 человека действовали по заданию Франции и 35 человек по заданию России.
В ноябре 1918 года после подписания Компьенского перемирия Николаи вышел в отставку в звании полковника. В последующие годы он поддерживал своего преемника, майора Фридриха Гемппа, который в условиях Версальского договора от 28 июня 1919 года должен был организовать работу военной разведки при полной маскировке. В 1920 году он опубликовал книгу «Разведка, пресса и общественное настроение в мировой войне», а в 1923 году – «Тайные силы: Интернациональный шпионаж и борьба с ним во время мировой войны и в настоящее время», в которых подробно рассмотрел весь механизм тайных операций Германии с 1914 по 1918 год.
В период национал-социализма в Германии работал в составе экспертной комиссии Имперского института по изучению истории новой Германии. Однако в своей книге «Тотальный шпионаж», опубликованной в 1941 году в Нью-Йорке, немецкий журналист Курт Рисс утверждал, что эта работа была лишь формальностью:
Между тем Николаи временно отошел на второй план. Чтобы ввести в заблуждение иностранных наблюдателей, Гитлер назначил его главой Института истории новой Германии и поручил ему заново составить историю Первой мировой войны, в соответствии со взглядами гитлеровцев.

Разумеется, это назначение было только трюком. Николаи и не собирался делаться историком. Вместо этого он занялся тайной организацией новой военной разведки. В течение нескольких лет имя Николаи нигде не упоминалось и даже не попадало в армейские справочники. Однако как только началась Вторая мировая война и, следовательно, как только «Третья империя» отбросила всякие предосторожности по отношению к внешнему миру, полковник Николаи внезапно всплыл на поверхность и вновь был официально назначен начальником армейской разведки. 
После окончания Второй мировой войны в 1945 году добровольно остался на территории, занятой советскими войсками. Николаи был вывезен из Германии в Москву, где был подвергнут тщательному допросу. Был поселён на спецдаче НКГБ–МГБ в Серебряном Бору вместе с Фридрихом Гемппом. Работал над записками мемуарного и аналитического типа по личному указанию И. В. Сталина. Доступ к этим запискам до сего времени закрыт, достоверно не известно даже находятся ли они в архиве ФСБ, или же – в Государственном архиве Российской Федерации. В феврале 1947 года перенёс инсульт. Умер 4 мая 1947 года в Москве. Останки кремированы и погребены на Новом Донском кладбище в братской могиле. В 1999 году по решению российских военно-судебных органов Вальтер Николаи был реабилитирован.

## Сочинения
- Nachrichtendienst, Presse und Volksstimmung im Weltkrieg. Berlin 1920.
- Geheime Mächte. Internationale Spionage und ihre Bekämpfung im Weltkrieg und Heute. Leipzig 1923. Faksimile-Ausgabe: Verlag für Ganzheitliche Forschung, Viöl/Nordfriesland 1999, ISBN 3-932878-24-8.
- Вальтер Николаи. Тайные силы. — Москва: 1925.